# Saint-Germain-de-Fresney

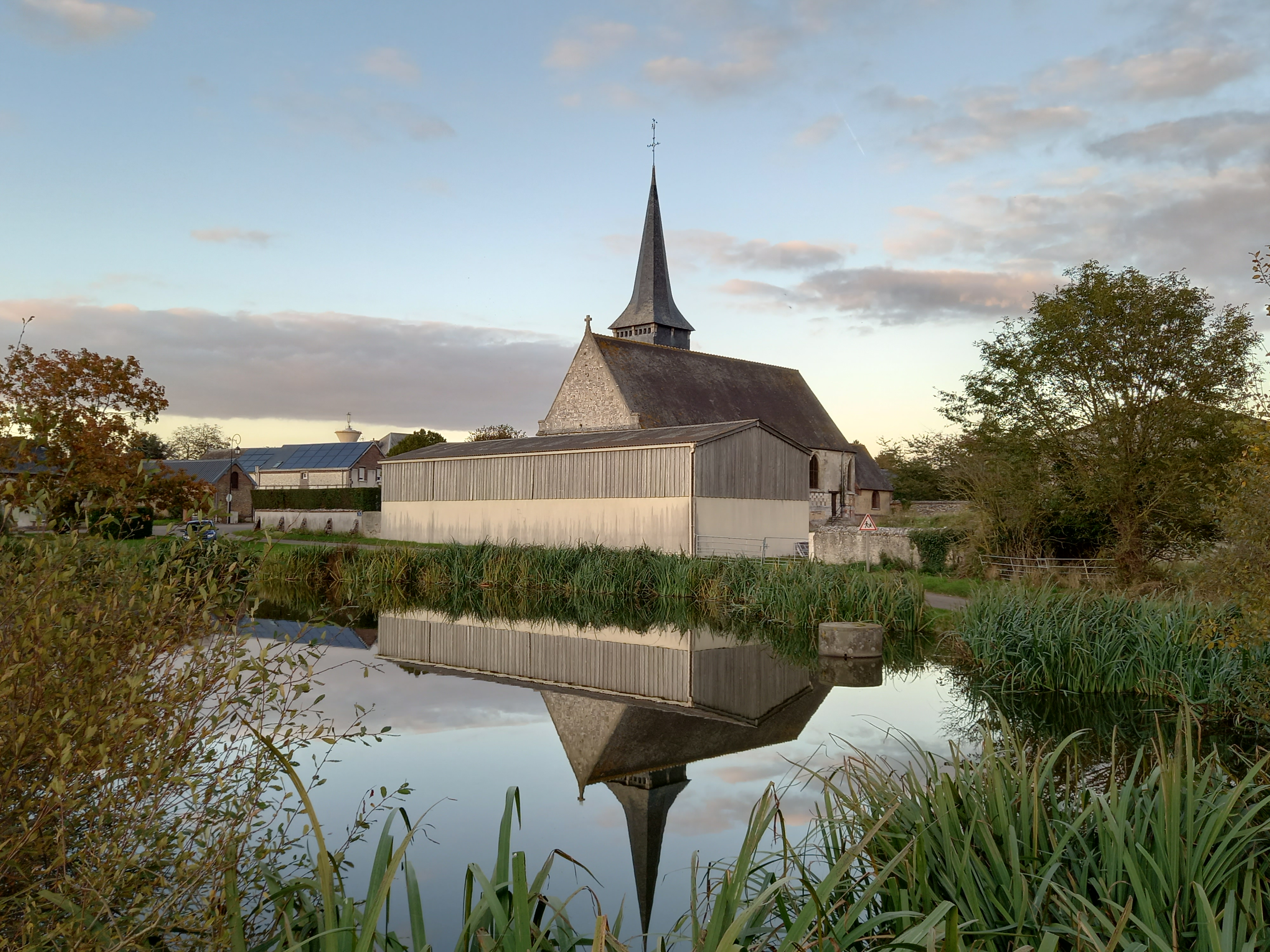
Kirche von Saint-Germain-de-Fresney

Saint-Germain-de-Fresney ist eine französische Gemeinde mit 195 Einwohnern (Stand: 1. Januar 2022) im Département Eure in der Region Normandie. Sie gehört zum Arrondissement Évreux und zum Kanton Saint-André-de-l’Eure.

## Geografie
Saint-Germain-de-Fresney liegt etwa 15 Kilometer südsüdöstlich von Évreux. Umgeben wird Saint-Germain-de-Fresney von den Nachbargemeinden Le Val-David im Norden und Nordwesten, Le Cormier im Norden und Nordosten, Fresney im Süden und Osten sowie La Baronnie im Süden und Westen.

## Einwohner
| Jahr      | 1962 | 1968 | 1975 | 1982 | 1990 | 1999 | 2006 | 2013 | 2020 |
| --------- | ---- | ---- | ---- | ---- | ---- | ---- | ---- | ---- | ---- |
| Einwohner | 138  | 111  | 85   | 122  | 129  | 154  | 152  | 216  | 202  |

## Sehenswürdigkeiten
- Kirche Saint-Germain-d'Auxerre